# Metal Gear Solid 3: Subsistence
Metal Gear Solid 3: Subsistence è una versione estesa di Metal Gear Solid 3: Snake Eater uscita il 6 ottobre 2006 per PlayStation 2. Come Metal Gear Solid: Integral e Metal Gear Solid 2: Substance prima di esso, Subsistence aggiunge diverse caratteristiche inedite e contenuti speciali, oltre ad una modalità multiplayer online. Questa edizione del gioco, eccetto alcuni elementi, è stata inserita nella Metal Gear Solid: HD Collection uscita nel 2012 per PlayStation 3, Xbox 360 e, successivamente, anche per PlayStation Vita.
La rivista Play Generation classificò la versione nord americana come il secondo gioco più raro per PlayStation 2.

## Contenuti

### Disco 1:Subsistence
Questo disco contiene il gioco Metal Gear Solid 3: Snake Eater dotato di alcune migliorie: ad esempio, alla classica visuale isometrica della serie con la telecamera posizionata sopra al protagonista (che è comunque ancora possibile selezionare), adesso è stata aggiunta la visuale in terza persona liberamente orientabile; altre caratteristiche includono nuove uniformi e pitture facciali scaricabili, la modalità Europeo Estremo e il collegamento a Metal Gear Ac!d 2.

### Disco 2:Persistence

#### Metal Gear Online
Metal Gear Online (abbreviato in MGO) è la versione multigiocatore online del gioco, che permette a un massimo di otto giocatori di sfidarsi in cinque diverse modalità, ognuna con le proprie regole. Ogni giocatore è un soldato appartenente a uno dei seguenti gruppi: GRU, KGB o Unità Ocelot. I tre giocatori, uno per gruppo, che in un round ottengono il punteggio più alto, nel round successivo diventeranno i leader dei gruppi cui appartengono, e impersoneranno quindi Major Raikov, Sokolov o Ocelot, i quali hanno abilità e armi speciali. Se si soddisfano certe condizioni, è possibile anche impersonare il personaggio Reiko Hinomoto del videogioco Rumble Roses di Konami. Le cinque modalità di gioco sono:
- Missione d'infiltrazione: un giocatore controlla Snake mentre gli altri sono i soldati nemici. Snake deve riuscire a recuperare un microfilm e portarlo alla base, mentre i soldati devono difendere il microfilm o uccidere Snake.
- Missione di cattura: per vincere, i giocatori, divisi in due squadre, devono trovare il Kerotan nascosto in un punto della mappa, portarlo alla propria base e tenerlo lì per un certo periodo di tempo, difendendolo dagli avversari che cercheranno di rubarlo.
- Missione di recupero: i giocatori sono divisi in due squadre, rossa e blu; la squadra rossa deve difendere il Gako in suo possesso dagli attacchi della squadra blu, la quale cercherà di rubarlo e portarlo alla propria base. Vince la squadra che allo scadere del tempo è in possesso del Gako, oppure quella che riesce a sconfiggere tutti gli avversari, in quanto chi viene ucciso non può tornare a giocare.
- Deathmatch a squadre: l'unica regola di questa modalità è uccidere i membri della squadra avversaria. Ogni volta che qualcuno viene ucciso, la sua squadra perde un punto. Vince la squadra che fa perdere tutti i punti alla squadra avversaria, oppure quella che allo scadere del tempo ha più punti.
- Deathmatch in solitario: in questa modalità i giocatori sono tutti contro tutti; il loro obiettivo è uccidere quanti più avversari possibile. Vince chi, allo scadere del tempo, ha realizzato il punteggio più alto.

I server di Metal Gear Online sono stati chiusi il 26 dicembre 2006 in Giappone, il 2 aprile 2007 in Nord America e il 30 ottobre 2007 in Europa.

#### Duello
Nella modalità Duello si devono affrontare i boss del gioco cercando di sconfiggerli nel minor tempo possibile e usando meno munizioni possibili, al fine di ottenere i punteggi più alti. Si può scegliere di combattere anche con un numero ridotto di armi, munizioni e oggetti, il che aumenta il livello di difficoltà.

#### Serpente contro Scimmia
Nel minigioco Serpente contro Scimmia, strutturato in sette livelli, Snake deve catturare le scimmie di Ape Escape fuggite nella foresta. Per farlo deve avvicinarsi ad esse dopo averle stordite con la "Scuotiscimmie" (una pistola) oppure con una granata stordente. In questo minigioco non si impersona Naked Snake, ma Solid Snake, infatti la missione ci viene affidata dal colonnello Roy Campbell. Completando tutti i livelli si riceve come ricompensa una maschera da scimmia da usare nel gioco principale.

#### Giochi per MSX2
Nel disco sono presenti anche le versioni "rivedute e corrette" dei primi due capitoli della saga, originariamente sviluppati per MSX2: Metal Gear e Metal Gear 2: Solid Snake.

#### Galleria segreta
Prima dell'uscita del gioco, Konami pubblicò sul proprio sito alcuni filmati parodici dal taglio ironico e a volte assurdo che prendono spunto da particolari momenti della storia di Snake Eater, ma che non sono in alcun modo collegati con essa. Visto l'enorme successo che ebbero, Konami decise di inserire tali filmati, insieme ad altri inediti, nella Galleria segreta di Metal Gear Solid 3: Subsistence. Questi filmati, la cui durata va dalla decina di secondi alla decina di minuti, utilizzano la stessa grafica di MGS3, e la maggior parte delle scene è tratta dal gioco. I filmati presenti sono:
- Metal Gear Raiden: Snake Eraser

Raiden ha scoperto che Solid Snake sarà il protagonista del prossimo gioco della serie, Metal Gear Solid 4: Guns of the Patriots; geloso di Snake, decide di cambiare il passato uccidendo Big Boss: in questo modo Solid Snake, figlio di Big Boss, non potrebbe esistere e Raiden potrà ottenere il ruolo di personaggio principale della serie. Così, grazie a un salto temporale, Raiden torna nel 1964, l'anno in cui si svolge l'operazione Snake Eater, ma poiché il futuro non può essere cambiato agendo sul passato, si crea una serie di paradossi temporali: Raiden viene proiettato sempre in situazioni assurde e pericolose che non gli consentono di uccidere Big Boss. Una di queste proiezioni lo fa apparire davanti allo Shagohod che sta inseguendo Big Boss ed Eva; Raiden è spacciato, ma viene salvato da Snake che lancia un razzo facendo sbandare lo Shagohod. Snake gli regala una pistola e se ne va, ma Raiden, pur avendo l'occasione di sparargli alle spalle, non lo fa: ha capito che è inutile tentare di uccidere Big Boss. Raiden è completamente assorto in questi pensieri, quando all'improvviso viene travolto da un gruppo di soldati all'inseguimento di Snake. Raiden però non rinuncia al suo piano e cambia strategia; si proietta quindi in Metal Gear 2: Solid Snake, dove cerca di uccidere il suo rivale, Solid Snake, ma anche qui viene fermato da Big Boss. Fallito anche questo tentativo, Raiden si rassegna, ma Rose cerca di incoraggiarlo dicendogli che ci sarà pure un "Metal Gear Solid 5".
- The Joy

Qualcuno avrà notato che The Boss è l'unica dell'Unità Cobra che non è esplosa dopo essere stata sconfitta da Snake. Per ovviare a questa mancanza, questo filmato riprende dal primo incontro di Snake e The Boss, la quale, attaccata da uno sciame di calabroni, si getta dal ponte nel tentativo di liberarsene. Al contatto con l'acqua del fiume, The Boss esplode gridando "The Joy". Subito dopo arriva Volgin che chiede cosa volesse quella donna, mentre Snake fa il saluto militare.
- Stavolta ti ho preso!

Snake, intento a posizionare una carica di C3 su un serbatoio di carburante per far esplodere lo Shagohod, lancia in aria il plastico e lo prende al volo, dicendo "Stavolta ti ho preso!" con riferimento a un episodio passato in cui una farfalla gli era passata davanti ma non era riuscito a prenderla a causa della benda sull'occhio. Purtroppo nell'attaccare il plastico sul detonatore a tempo usa troppa foga e manda accidentalmente in avanti l'orologio, cosicché la bomba esplode all'istante.
- Dimenticando cose basilari...

Ocelot ha catturato Eva e la tiene sotto tiro mentre Snake gli sta spiegando ironicamente l'ennesima lezione per diventare un buon soldato. Conclude dicendogli che non è capace di ucciderlo, ma Ocelot, furioso, gli spara all'istante, ricordandogli che un ocelot non si lascia mai sfuggire la preda. Peccato che nel frattempo Eva sia già scappata in moto.
- L'arma finale

Snake, dopo essersi curato le ferite causate dalla caduta dal ponte, vede The Boss a bordo di un elicottero e allunga un braccio in alto con le dita della mano aperte. The Boss gli risponde facendo il gesto della forbice della morra cinese, che batte la carta. Snake prova con il sasso, ma The Boss replica con la carta. Lo scontro prosegue, ma vince sempre The Boss. Snake allora, furioso, la trascina in una specie di sogno, dove The Boss si ritrova sola contro tre Snake, ognuno dei quali fa un gesto differente, impedendo quindi a The Boss di vincere qualunque mossa faccia. Ritornati alla realtà, The Boss, arrabbiata per il trucco sleale, atterra con l'elicottero proprio di fronte a Snake e fa esplodere una testata atomica.
- Made in USA

Eva regala a Snake una pistola che lo entusiasma moltissimo: ne apprezza l'ottima fattura, gli accorgimenti fatti per migliorare la precisione e la mira; tutte le parti dell'arma sono state sapientemente lavorate e personalizzate. Snake allora prova a premere il grilletto, ma dalla bocca della pistola esce una piccola fiamma: si tratta di un accendino. Snake rimane senza parole, deluso, osservando con sguardo languido la fiamma, mentre Eva ne approfitta per accendersi un sigaro.
- Non farlo!

Mentre Snake si addentra nella foresta, vede un cavallo e pensa che sia un ottimo pasto. Ma all'improvviso appare Para-Medic che lo rimprovera di aver anche solo pensato una cosa del genere. Nel frattempo The Boss, che era nascosta dietro un albero, non sapendo cosa fare decide di scappare. Snake, ormai pentito e imbarazzato dalla situazione in cui si trova, si lascia andare, mentre alcune guardie si avvicinano.
- Schermaglia

Snake ed Eva stanno fuggendo lungo la pista dell'aeroporto inseguiti da Volgin a bordo dello Shagohod. Sul percorso c'è un aereo contro il quale Volgin dirige lo Shagohod, convinto di riuscire a superarlo, ma lo Shagohod, nell'urto, si impenna, mentre Volgin viene sbalzato fuori; volteggiando in aria come una trottola, Volgin atterra infine accanto alla sidecar guidata da Eva, ma proprio mentre sta pronunciando la frase "Non è ancora finita!" viene investito da Ocelot con la moto e catapultato in aria, dove esplode.
- Non sono interessato in cose del genere

Snake ha raggiunto Sokolov per portarlo via, ma lo trova intento a gettare in una stufa delle riviste per soli uomini. Snake, vedendo che è nervoso, gli spara un colpo anestetico, tira fuori le riviste dalla stufa e si mette a sfogliarle. Dopo un po' Sokolov si risveglia e si mette anche lui a guardare le riviste insieme a Snake.
- Perché sei qui?

Mentre si addentra nella foresta, Snake trova un cavallo e viene sorpreso dal capo della CIA, profondamente offeso perché, durante la cerimonia di consegna del titolo di Big Boss, Snake rifiutò di stringergli la mano. Con una serie di mosse, il capo della CIA costringe Snake a terra, il quale non può far altro che scusarsi e stringergli la mano, mentre dei fotografi immortalano la scena. In seguito Snake e il capo della CIA si trovano nel campo di fiori (dove si svolge lo scontro con The Boss) e iniziano a fare il girotondo mentre le persone presenti applaudono. Infine si baciano. Comincia poi un altro brevissimo filmato, intitolato Metal Gear Stupid: Raiden, in mutande e imbracciando un fucile, corre in modo bizzarro inseguito dallo Shagohod, che dopo un po' lo schiaccia.
- Abbassati!

Sokolov impersona il ruolo di Snake; agenti della CIA impersonano il ruolo di soldati russi; un Sokolov dai capelli lunghi e biondi impersona Eva e uccide i soldati salvando Sokolov.
- Vai vola come un uccello!

All'inizio del gioco, quando Snake atterra con il paracadute, si ferma giusto a pochi metri da un precipizio. E se avesse sbagliato i calcoli dove sarebbe atterrato? Questo filmato lo spiega.
- L'amore di un vecchio

Quando The End incontra Eva per la prima volta, se ne innamora perdutamente, così la segue dappertutto sfruttando le sue doti di mimetizzazione e salvandola dalle situazioni di pericolo. Quando però Eva e Snake fanno l'amore nel finale del gioco, The End rimane deluso e decide di vendicarsi uccidendo Eva; si apposta quindi sulla strada in attesa che arrivi Eva con la moto, ma non fa in tempo a prendere la mira che viene investito, dopodiché esplode.
- Battaglia finale

Snake ed Eva stanno fuggendo a bordo di un idrovolante inseguiti da Ocelot, che riesce a sfondare un portello e a gettarsi dentro, ma a causa di un rimbalzo va a sbattere contro il portello sul lato opposto che non regge l'urto e si apre, facendo finire Ocelot in acqua.
- Metal Gear S...

Ad affrontare l'operazione Snake Eater non viene mandato solo Snake, ma anche Sigint, l'esperto di armi ed equipaggiamento. Snake considera Sigint un novellino che si è montato la testa, ma Sigint si dimostra invece all'altezza della situazione e anzi è lui che dirige l'operazione, anticipando tutte le mosse di Snake, che si vede costretto a rimanere in disparte, impotente. Alla fine della missione il titolo di Big Boss viene consegnato a Sigint e non a Snake.
- C'è mancato poco!

Snake ed Eva, a bordo di un sidecar, stanno affrontando lo Shagohod guidato da Volgin; Eva dice a Snake di scendere dalla moto, mentre lei tiene impegnato Volgin facendosi inseguire. Snake salta al volo dalla moto, ma calcola male i tempi e finisce stritolato sotto un cingolo dello Shagohod, sopravvivendo ma rimanendo ferito.
Oltre a questi filmati, nella Galleria segreta è presente anche il trailer di Metal Gear Solid 4: Guns of the Patriots mostrato all'E3 2005, anch'esso dal taglio ironico.

### Disco 3:Existence
(Hideo Kojima nel manuale di gioco)
Così Hideo Kojima commenta il terzo disco della confezione: presente solo nella versione Limited Edition del gioco (nella versione PAL, non essendo stata pubblicata una Limited Edition, e a causa del ritardo nell'uscita, si è deciso di includere il disco in tutte le copie del gioco). Esso contiene i filmati di Snake Eater, con audio rimasterizzato, uniti a formare un vero e proprio film della durata di circa tre ore e mezzo, dove, per raccordare le varie fasi della storia, sono state aggiunte scene e conversazioni inedite. La storia è stata suddivisa in otto capitoli, che possono essere guardati tutti consecutivamente oppure uno alla volta.
Il disco contiene anche il trailer di Metal Gear Solid 4: Guns of the Patriots mostrato al TGS 2005.